# Tempestade de São Paulo de 2024
A tempestade em São Paulo em 11 de outubro de 2024 refere-se a vários eventos climáticos extremos que afetaram diversas cidades do estado na tarde e na noite do respectivo dia. Caracterizou-se por ventos intensos e granizo grande, além de falta generalizada de energia elétrica na capital paulista. De acordo com a Defesa Civil estadual, ao menos 98 municípios do estado registraram ventos fortes durante o evento. No total, oito pessoas morreram em diferentes cidades.
Os ventos naquele dia atingiram um pico de 107,6 km/h na região de Interlagos, na Zona Sul de São Paulo, durante a noite, sendo o maior valor já registrado na cidade desde o início das medições em 1995. A combinação de ventos fortes e chuvas intensas causou destruição e um apagão em grande parte da RMSP, afetando 2,1 milhões de clientes. Em 14 de outubro, o prejuízo total já alcançava R$ 1,65 bilhão apenas em relação ao blecaute. Em Presidente Prudente, houve granizo de grande porte no mesmo dia, durante o período da tarde.

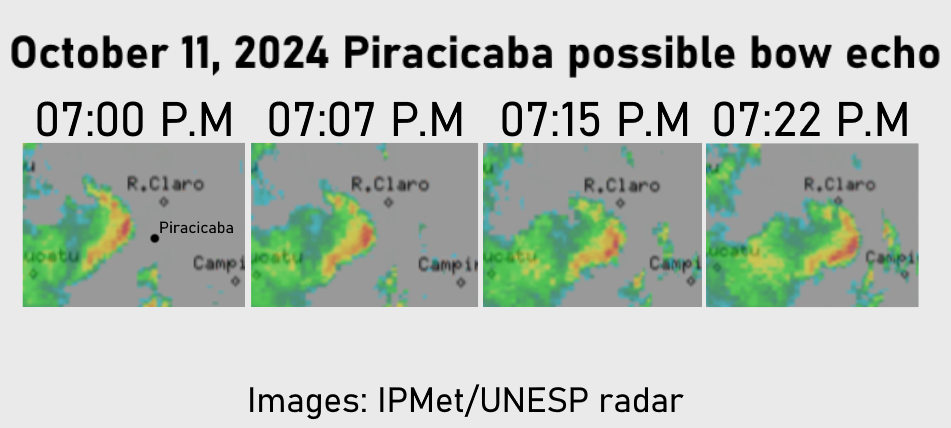
Bow echo atravessando a RMP

Segundo a MetSul Meteorologia, o fenômeno que atingiu a Grande São Paulo teve características de um eco em arco (bow echo). A empresa estimou que os ventos na Zona Sul da capital paulista superaram os 120 km/h. Um evento semelhante foi identificado pelo radar do IPMet/UNESP na Região Metropolitana de Piracicaba (RMP) às 19h.